# Alfred Brauchle
Alfred Karl Brauchle (* 22. März 1898 in Schopfheim in Südbaden; † 21. November 1964 in Schönenberg/Post, Schönau im Schwarzwald) war ein deutscher Mediziner und Naturheilkundler.

## Leben
Alfred Brauchle bestand 1916 das Abitur in Freiburg im Breisgau und nahm dann bis 1918 am Ersten Weltkrieg in einem Alpenjägerregiment teil. Nach dem Studium der Medizin und der Promotion 1924 zum Dr. med. war er von 1923 bis 1925 Assistent am Städtischen Krankenhaus und Wöchnerinnenheim in Lörrach/Baden und von 1925 bis 1929 Assistent an der 4. Medizinischen Universitätsklinik in Berlin. 1929 spezialisierte er sich als Facharzt für innere Medizin und übernahm als Chefarzt die Leitung des Prießnitzkrankenhauses in Mahlow, das vom Deutschen Naturheilbund betrieben wurde. Von 1934 bis 1943 war er Chefarzt der Klinik für Naturheilkunde im Rudolf-Heß-Krankenhaus in Dresden und lehrte als Dozent an der dortigen medizinischen Akademie für ärztliche Fortbildung. Brauchle trat zum 1. Mai 1933 der NSDAP bei (Mitgliedsnummer 3.407.189). Er diente mit seiner Arbeit an der Dresdner Klinik der Anpassung der Naturheilkunde an die NS-Diktatur bis zur Auflösung der Klinik 1943. Brauchle war Mitbegründer der Reichsarbeitsgemeinschaft für eine Neue Deutsche Heilkunde und definierte am 25. Mai 1935 in Nürnberg deren Ziele. Erstmals arbeiteten „Schulmediziner“ und Naturheilärzte zusammen, sowohl in der Diagnose als auch in der Therapie. Die Ergebnisse der naturheilkundlichen Behandlungen unter seiner Leitung wurden von dem Schulmediziner Louis Ruyter Radcliffe Grote wissenschaftlich begleitet.
1939 habilitierte er sich und wurde Privatdozent für innere Medizin in Berlin. 1943 verlieh Adolf Hitler ihm den Titel eines Professors. In den Jahren 1943 bis 1946 wirkte er als Chefarzt des Sanatoriums Glotterbad („Die Schwarzwaldklinik“) bei Freiburg/Br., danach war er bis 1949 Landwirt und Ponyzüchter.
Er wurde 1949 entnazifiziert und als „Mitläufer“ ohne Strafmaßnahmen klassifiziert.
Ab 1949 bis 1960 war er Chefarzt des Parksanatoriums Schönau im Schwarzwald.

## Rezeption
Alfred Brauchle gilt als einer der bekanntesten Vertreter der Naturheilkunde in Deutschland.
1951 wurde er Vorsitzender des Zentralverbands der Ärzte für Naturheilverfahren und erhielt 1958 dessen Hufeland-Medaille.
Ferner veröffentlichte er im Jahr 1925 ein Lehrbuch der Histologie/mikroskopischen Anatomie, welches anschließend von Hermann Voss weitergeführt worden ist.

## Veröffentlichungen
- Grundriß der normalen Histologie und mikroskopischen Anatomie. Erstauflage 1925
- Chronisch kalte Füße als Krankheitsursache. 1926
- Gekocht oder roh? 1926
- Naturgemäße Lebensweise. 1926
- Lexikon der Naturheilkunde. 1927
- Hypnose und Autosuggestion. 1927
- Psychoanalyse und Individualpsychologie. 1928
- Von der Macht des Unbewußten. 1929
- Kleine Seelenheilkunde. 1927–31
- Neue Lebensformen. 1927–31
- Handbuch der Naturheilkunde. 1933
- Louis Ruyter Radcliffe Grote / Alfred Brauchle: Gespräche über Schulmedizin und Naturheilkunde. Mit einem Geleitwort des Reichsärzteführers Gerhard Wagner. 1935
- Diät mit roher und vegetarischer Kost. 1936
- Naturheilkunde in Lebensbildern. Leipzig 1937
- Die Geschichte der Naturheilkunde in Lebensbildern. Reclam, Stuttgart 1951 (2., erweiterte Auflage von Große Naturärzte. Reclam, Leipzig 1944).
- Gespräche über Schulmedizin und Naturheilkunde. (zusammen mit Louis Ruyter Radcliffe Grote) 1934
- Ergebnisse der Gemeinschaftsarbeit zwischen Naturheilkunde und Schulmedizin. (ebenfalls mit L.R. Grote) 3 Bde., 1938/40
- Naturheilkunde des praktischen Arztes. 2 Bde., 1939, 1953
- Große Liebe zu kleinen Pferden. 1949
- Das große Buch der Naturheilkunde. 1957; Neuausgabe Gütersloh 1977.